# ダークエンジェル (映画)
『ダークエンジェル』（原題：I Come in Peace）は、1990年のアメリカ映画。

## ストーリー
マフィアの麻薬取引の現場を押さえようとしていたジャック・ケインは自身のミスで潜入捜査していた仲間を失ってしまう。
その現場には仲間以外にもマフィア数人の死体があり、その事件をFBIのスミス捜査官と共に捜査することになる
事件を調べていくうちに、彼らは宇宙からやってきた人間のエンドルフィンを回収して作り出した麻薬を売りさばこうとする麻薬密売人・タレックの犯行だと知る。

## スタッフ
- 監督：クレイグ・R・バクスリー
- 製作：ジェフ・ヤング
- 製作総指揮：マーク・ダモン、デヴィッド・サウンダース
- 脚本：ジョナサン・タイドール、レオナード・マス・Jr
- 撮影：マーク・アーウィン
- 音楽：ヤン・ハマー
- 編集：マーク・ヘルフリッチ

## キャスト
| 役名                               | 俳優                   | 日本語吹替                                                                              |
| ---------------------------------- | ---------------------- | --------------------------------------------------------------------------------------- |
| ジャック・ケイン刑事               | ドルフ・ラングレン     | 大塚明夫                                                                                |
| アーウッド”ラリー”スミス特別捜査官 | ブライアン・ベンベン   | 牛山茂                                                                                  |
| ダイアン・パローン                 | ベッツィ・ブラントリー | 勝生真沙子                                                                              |
| マローン警部                       | ジム・ヘイニー         | 大塚周夫                                                                                |
| ボナー                             | マイケル・J・ポラード  | 茶風林                                                                                  |
| スィッツァー捜査官                 | デヴィッド・アクロイド | 江角英明                                                                                |
| ヴィクター・マニング               | シャーマン・ハワード   | 吉水慶                                                                                  |
| ウォーレン                         | サム・アンダーソン     | 仁内建之                                                                                |
| 科学者のブルース                   | マーク・ローウェンサル | 納谷六朗                                                                                |
| レイ・ターナー刑事                 | アレックス・モリス     | 谷口節                                                                                  |
| 悪玉エイリアン・タレック           | マシアス・ヒューズ     | 笹岡繁蔵                                                                                |
| 善玉エイリアン・アゼック           | ジェイ・ビラス         | 田原アルノ                                                                              |
| 役不明又はその他                   |                        | 津田英三 小島敏彦 広瀬正志 藤城裕士 辻親八 叶木翔子 小室正幸 高宮俊介 亀井芳子 種田文子 |
|                                    |                        |                                                                                         |
| 翻訳                               |                        | 清水勝則                                                                                |
| 演出                               |                        | 五味澤かつお                                                                            |
| 調整                               |                        | 金谷和美                                                                                |
| 効果                               |                        | 南部満治 大橋勝次 河合直                                                                |
| 制作                               |                        | ザック・プロモーション                                                                  |